# Церковь Воздвижения Святого Креста (Вологда)
Церковь Воздви́жения Свято́го Креста́ — бывший римско-католический храм в Вологде, построенный в 1913 году и закрытый советской властью в 1929 году. В настоящее время — Евангелическо-лютеранская церковь.. Памятник архитектуры регионального значения.

## История
Католическая община Вологды официально существует с 1862 года. Небольшие группы католиков появились на Вологодчине в 1831 и 1863—1864 годах, после ссылки участников польских восстаний (1830—1831 и 1863—1864 годов), и в начале XX века, в результате переселения крестьян из западных губерний в ходе Столыпинской аграрной реформы. В 1866 или 1873 году в Вологде был устроен католический домовый храм (каплица), ксёндзы совершали поездки по губернии. В 1873—1876 годы на территории современной Вологодской области жили 512 католиков, в начале XX века — около 600.
9 июля 1907 года католическая община представила в технико-строительное отделение Вологодской губернии проект строительства каменного здания храма архитектора Иосифа Падлевского. 11 июля 1907 года проект был одобрен, и в том же году община получила разрешение на строительство. Для возведения храма город выделил общине участок по улице Галкинской, № 3.
В августе 1909 года были завершены работы по возведению фундамента, 2 мая 1910 года фундамент был освящён. 19 октября 1913 года губернская технико-строительная комиссия осмотрела законченное здание и дала разрешение на его эксплуатацию. 27 октября 1913 года каноник Константин Будкевич, настоятель храма святой Екатерины в Санкт-Петербурге, торжественно освятил костёл во имя Воздвижения Святого Креста.
В 1917—1922 годы большинство католиков эмигрировали или были репрессированы. 30 декабря 1929 года Вологодский горсовет принял решение о ликвидации католической общины в Вологде и о закрытии храма. Ходатайство верующих было оставлено без удовлетворения. Причинами закрытия, как указано в архивных документах, послужили: малочисленность общины — 59 человек, недостаточное использование помещения, нарушения договора со стороны общины. Здание храма было передано городскому клубу юных пионеров.
С конца 1940-х по 1970-е годы в здании размещалось общежитие Вологодского ветеринарного техникума. Здесь проживали в детстве и юности Валерий и Алина Дука, — в будущем солист хора Маслянникова и солистка областной филармонии, с матерью Маргаритой Симоновной Копасовой в её бытность секретарем техникума, а впоследствии — секретарём редакции «Вологодский комсомолец»[значимость факта?].
В 1970-80-е годы здание стояло бесхозным и медленно разрушалось. В 1989 году, после проведенного Трестом общественного питания Вологды ремонта, в нём был открыт ресторан «Мишкольц». Консультировал ремонтников Валерий Александрович Дука, к тому времени занимающийся реставрационными работами в городе. В частности, был открыт «парадный» вход и произведена раскопка земли вокруг здания, позволившая раскрыть детали перед входом.
В 1993 году здание было приватизировано трудовым коллективом ресторана, в последующие годы оно неоднократно перепродавалось. В 2012 году начаты несогласованные работы по перестройке здания, заложены оконные проёмы.
Здание является объектом культурного наследия регионального значения.

## Настоятели
- 1862 — о. И. Володкевич (курат)
- 1866 — о. Юзеф Ковалевский
- 1871—1873 — о. Михаил Ручинский
- 1874—1889 — о. Тит Красовский
- 1893—1896 — о. Казимир Эйтутович
- 1896 —1907 — о. Антоний Вержбицкий
- 1907 — о. Казимир Калинко
- 1908—1911 — о. Сикст Буткус
- 1911—1925 — о. Ян Ворслав
- 1925—1926 — о. Юзеф Юзвик
- 1926 — о. Ян Ворслав[4]

## Католическая община
В 1993 году в Вологде была зарегистрирована не имеющая храма община римо-католиков в составе архиепархии Божией Матери (Центральный деканат). Богослужения община проводит в домашней часовне по адресу: Советский проспект, д. 30, кв. 23.